# Lammhult
Lammhult ist eine Ortschaft (Tätort) in der schwedischen Provinz Kronobergs län und der historischen Provinz Småland. Der Ort gehört zur Gemeinde Växjö und liegt an der Reichsstraße 30 von Växjö nach Jönköping. Durch Lammhult verläuft die Eisenbahnlinie Södra stambanan. 

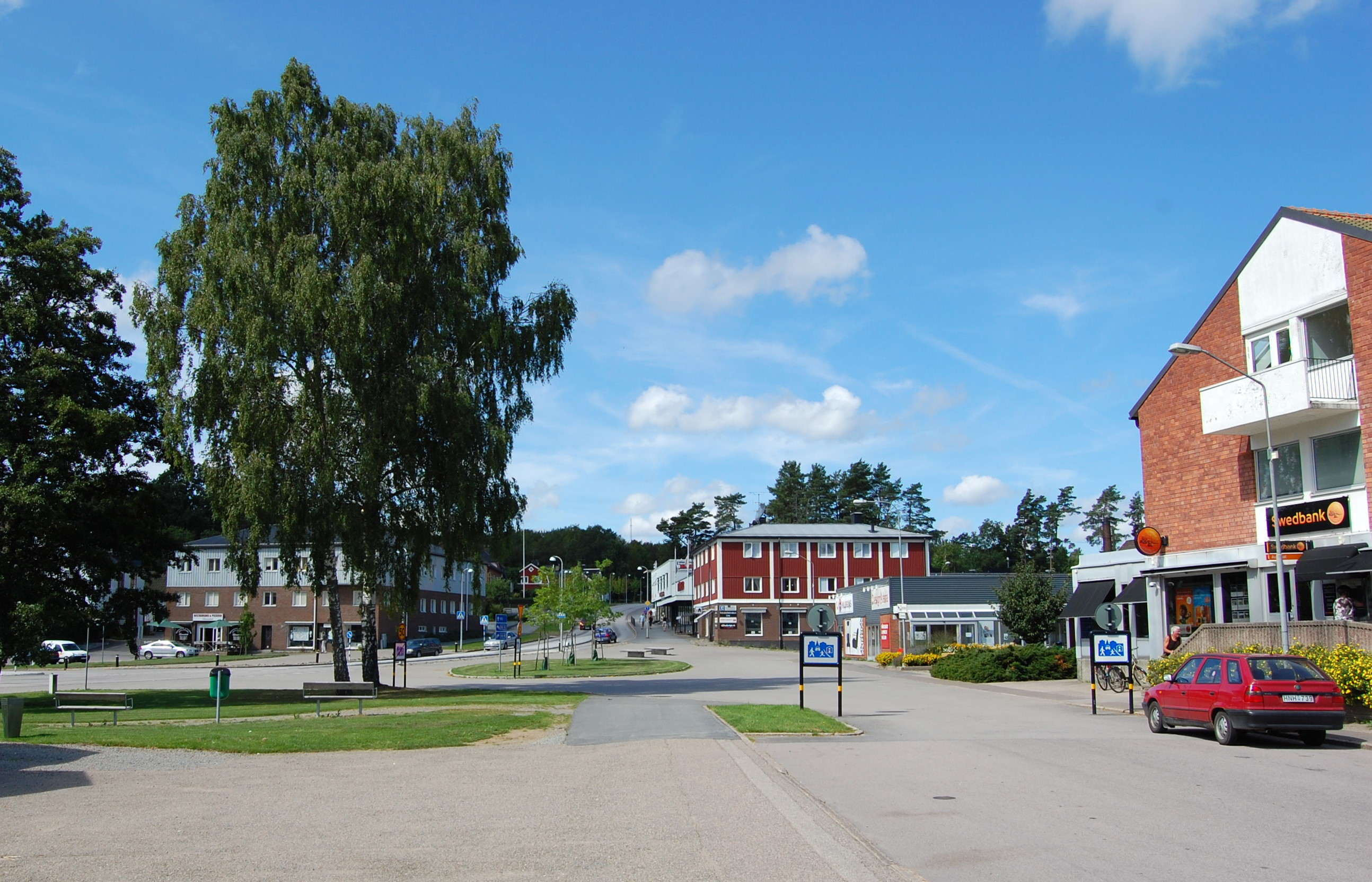
Straße in Lammhult

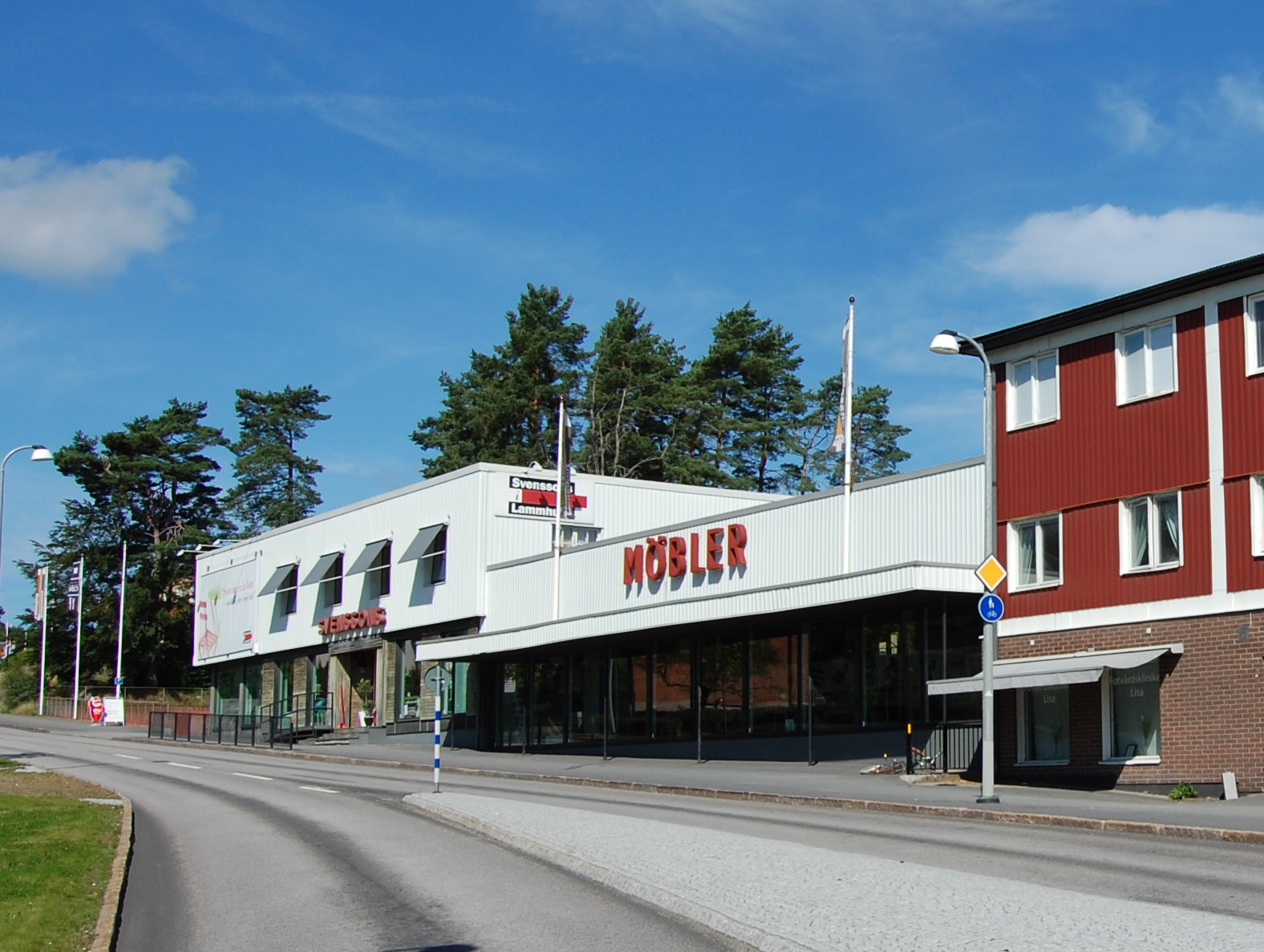
Möbelgeschäft von Svensson i Lammhult

## Geschichte
Der Ort wurde 1416 als Lamhult erwähnt. Über lange Zeit war Lammhult nur ein kleines Dorf, wurde dann jedoch Standort mehrerer Unternehmen der Möbelindustrie und so zu einem wichtigen Ort im sogenannten Möbelreich. Bekannte Möbelhersteller Lammhults sind die Lammhults Möbel AB, Svensson i Lammhult, Norrgavel und Nilsson. Die Lammhults Möbel AB wurde 1945 von Edvin Ståhl und Adolf Andersson als Lammhults Mekaniska Verkstad gegründet.
Die Einwohnerzahl Lammhults betrug im Jahr 2000 1465 Personen, stieg 2005 auf 1503 Personen und sank dann bis 2010 auf 1459. Das Gebiet der bebauten Fläche stieg hingegen von 2,21 km² auf 2,25 km².

## Persönlichkeiten
Der schwedische Komponist, Dirigent und Musiker Mats Larsson Gothe (* 1965) wurde in Lammhult geboren.
In Lammhult begann der schwedische Fußballspieler Peter Wibrån seine Karriere. Die Missionarin und Übersetzerin Phillippa Wiking (1920–2010) starb 2010 in Lammhult.